# Hermanus Eliza Verschoor
Hermanus Eliza Verschoor (Sleeuwijk, 10 juli 1791 - aldaar, 2 augustus 1877) was een Nederlandse landbouwer, liberaal politicus en bestuurder.
Verschoor was afkomstig uit een familie die al sinds de 17e eeuw belangrijke posities bekleedde in Sleeuwijk. Hij studeerde een aantal jaren theologie aan de Universiteit Leiden maar maakte zijn studie niet af omdat hij zijn vader terzijde moest staan.
In de nadagen van de Franse tijd was hij in 1813 burgemeester ('maire') van gemeente De Werken en Sleeuwijk in het Land van Altena. Als zodanig trachtte hij de financiële gevolgen van de Franse tijd in goede banen te leiden. Daarna was hij in deze gemeente schout en gemeentesecretaris om er in 1826 opnieuw burgemeester van te worden; hij bleef dit tot 1856. Naast zijn langdurige burgemeesterschap zat hij ook tientallen jaren in de Provinciale Staten van Noord-Brabant en werd later (ook) dijkgraaf en Eerste Kamerlid.
Eveneens is Verschoor het grootste deel van zijn leven schoolopziener geweest (van 1818 tot 1860) en heeft hij allerlei ambten in de Nederlandse Hervormde Kerk bekleed, zoals dat van kerkvoogd, ouderling en classicaal en provinciaal kerkbestuurder. Alhoewel hij niets moest hebben van de Afscheiding van 1834 trad hij niet hardhandig tegen de Afgescheidenen in Sleeuwijk op.
Als politicus en bestuurder maakte Verschoor zich verdienstelijk door ervoor te zorgen dat Sleeuwijk na de Franse tijd de in die periode gemaakte kosten kreeg vergoed en zette hij zich zowel in voor het onderwijs in zijn eigen woonplaats als die in zijn eigen provincie Noord-Brabant; ook pakte hij de armoede in Sleeuwijk aan. Naast dit alles beschikte hij over een goedlopend landbouwbedrijf.
Hermanus Eliza Verschoor overleed op 86-jarige leeftijd.

## Basisschool
In Sleeuwijk is een van de beide basisscholen naar hem vernoemd, de Burgemeester Verschoorschool.
- Biografisch Portaal: 00316324
- Digitale Bibliotheek voor de Nederlandse Letteren: vers085
- International Standard Name Identifier: 0000 0003 9317 4503
- Nederlandse Thesaurus van Auteursnamen: 258276878
- Parlement.com: vg09llbysgzw
- Virtual International Authority File: 287361614
- WorldCat: E39PBJpPwVqv4vBmPQGhd4VwG3